# Aleksandrs Gramovičs
Aleksandrs Gramovičs (25 marzo 1989) è un ex calciatore lettone, di ruolo centrocampista.

## Carriera

### Club
Gramovičs giocò con la maglia del Blāzma, prima di passare al Tranzit. Fu poi ingaggiato dagli scozzesi del Clyde, prima di trasferirsi agli svedesi dello Östersund. Nel 2011 tornò al Clyde, per poi rientrare in Lettonia per militare nelle file dello Spartaks. Nel 2013, fu ingaggiato dai norvegesi dell'Heddal.

### Nazionale
Conta 9 presenze per la Lettonia under 21.